# COX6C
COX6C (англ. Cytochrome c oxidase subunit 6C) – білок, який кодується однойменним геном, розташованим у людей на короткому плечі 8-ї хромосоми. Довжина поліпептидного ланцюга білка становить 75 амінокислот, а молекулярна маса — 8 781.
| 10         |  | 20         |  | 30         |  | 40         |  | 50         |
| ---------- |  | ---------- |  | ---------- |  | ---------- |  | ---------- |
| MAPEVLPKPR |  | MRGLLARRLR |  | NHMAVAFVLS |  | LGVAALYKFR |  | VADQRKKAYA |
| DFYRNYDVMK |  | DFEEMRKAGI |  | FQSVK      |  |            |  |            |

A: Аланін

D: Аспарагінова кислота

E: Глутамінова кислота

F: Фенілаланін

G: Гліцин

H: Гістидин

I: Ізолейцин

K: Лізин

L: Лейцин

M: Метіонін

N: Аспарагін

P: Пролін

Q: Глутамін

R: Аргінін

S: Серин

V: Валін

Локалізований у мембрані, мітохондрії, внутрішній мембрані мітохондрії.